# Jean d'Olabaratz
Pour les articles homonymes, voir Olabaratz.
Jean d'Olabaratz (né à Saint-Jean-de-Luz le 20 octobre 1727 et mort à Saint-Jean-de-Luz le 1er février 1808), est un corsaire et officier de marine français.

## Biographie
D'une famille ayant donné plusieurs bayles de Saint-Jean-de-Luz, Jean d'Olabaratz est le fils du corsaire Joannis-Galand d'Olabaratz et de Catherine Despiaube. Il épousa Marguerite-Angélique Collas de Saint-Michel.
Orienté jeune vers le milieu de la mer, il embarque avec son père. Il entre au service de la Marine du roi à dix-huit ans, devient officier surnuméraire au port de Bayonne, puis enseigne de port. Il seconde son père sur la frégate Bristol et sur la corvette du roi nommée Catherine entre 1746 et 1749. Il est Promu au grade de lieutenant de frégate lors d'un voyage à bord de l'Intrépide à destination de Louisbourg (Île Royale). À la suite de la nomination de son père, par le ministre de la Marine Rouillé, aux fonctions de capitaine de port à Louisbourg en 1750, Jean Dolabaratz y prend celles d'enseigne de port.
En 1755, il embarque sur le navire militaire Héros pour une mission en mer. Rentré en France, il occupe le poste d'enseigne de port à Brest. Il prend le commandement de la frégate Aigle en 1756, au départ de Rochefort, pour Louisbourg. Aux côtés de l'Outarde, il capture deux navires marchands britanniques durant la traversée. 
Pénétrant dans le golfe du Saint-Laurent par le détroit de Belle Isle, il échoue près de l'île du Gros Mécatina à la suite de mauvaises indications. L'intendant Bigot envoie la Légère pour secourir les naufragés, mais celui-ci, qui arrive sur place deux mois après le naufrage, percute le Bien-Aimé à la suite d'une tempête soudaine. D'Olabaratz réquisitionne alors un senau de pêcheurs français, le Roi du Nord, qu'il fait charger du matériel sauvé. Le navire réquisitionné se montre inapte au voyage et sa coque crève à proximité de l'île Saint-Barnabé. D'Olabaratz fini par rejoindre Québec avec plusieurs mois de retard.
Il se voit confier la mission d'assurer la défense navale du lac Champlain par le gouverneur de la colonie, afin de retarder au maximum l'avance des troupes britanniques. Il supervise la construction de trois chebecs, le Muskelonge, la Brochette et l'Esturgeon, par le constructeur de navires Pierre Levasseur (fils de René-Nicolas Levasseur), qui sont placés sous son commandement.
Le 12 octobre 1759, Dolabaratz se trouve bloqué avec sa flottille, dans la Province de New York, près du futur Plattsburgh. À la suite d'un conseil avec ses officiers sur le Muskelonge, il prend la décision de saborder sa flottille et profite de la nuit pour rejoindre Montréal avec ses hommes. Ce choix suscite le mécontentement des autorités coloniales, François Gaston de Lévis lui refusant le commandement d'une goélette. 
Il s'embarque en conséquence comme passager sur un navire pour rentrer en France, et fait une nouvelle fois naufrage, en aval de Québec. Il prend un autre navire, mais le bâtiment sur lequel il voyage est capturé en mer par un navire britannique. D’Olabaratz est alors amené en Angleterre pour être détenu.
Ayant retrouvé la liberté, il prend différents postes sur les navires du roi (flûte Salomon, frégate Hareror et gabarre la Porteuse) pour faire campagne au Canada. Lieutenant de vaisseau en 1775, puis capitaine de vaisseau en mars 1779, il commande la flûte Ménagère, puis le Fier. Il se retire avec le grade de brigadier des armées navales en 1786.